# Rolls-Royce Ghost
Der Rolls-Royce Ghost stellt das Basismodell der britischen Automobilmarke Rolls-Royce dar. Die erste Generation der Baureihe wurde im April 2009, die zweite Generation im September 2020 präsentiert.

## Baureihen im Überblick

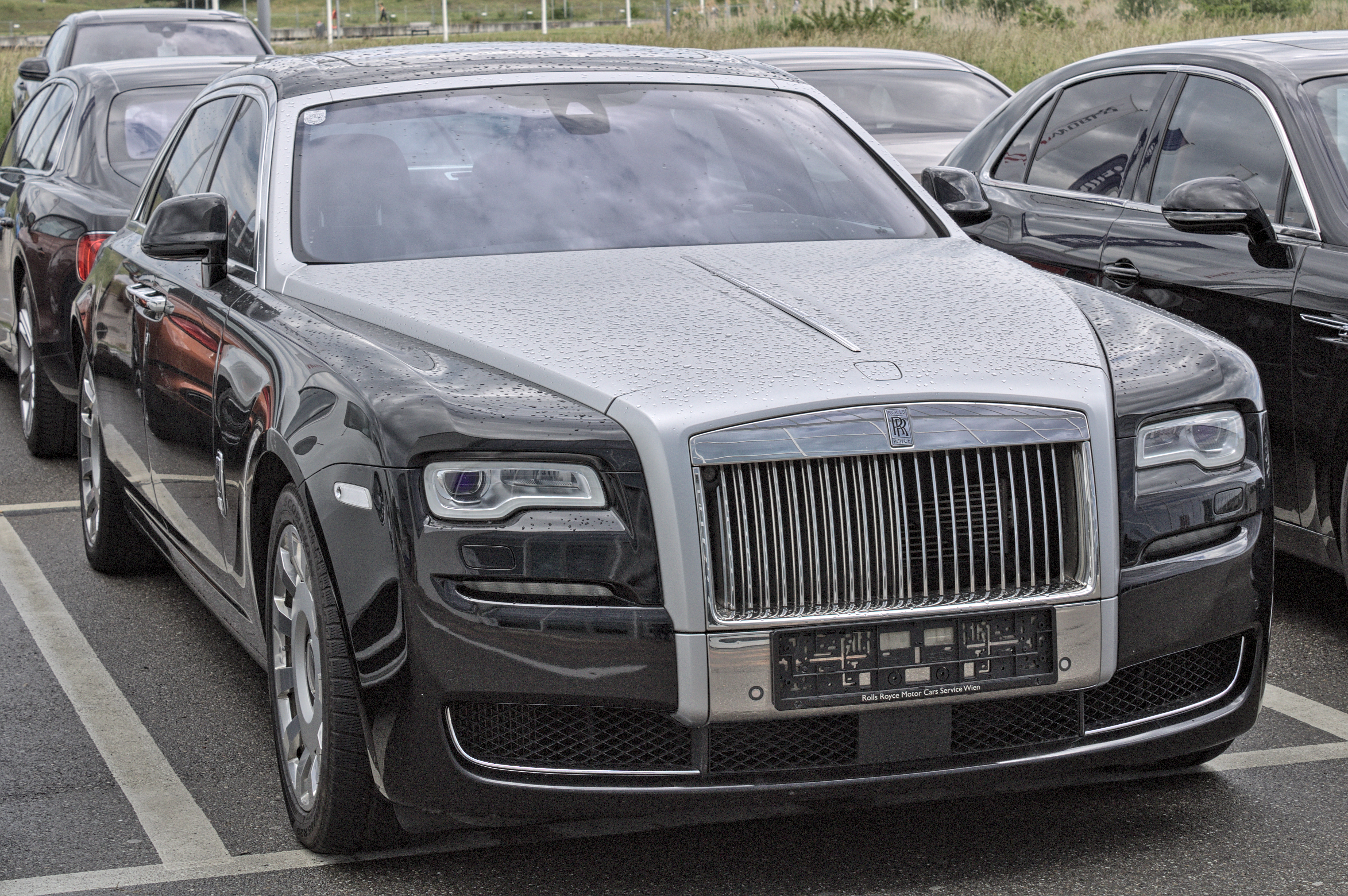
Rolls-Royce Ghost I (2009–2020)
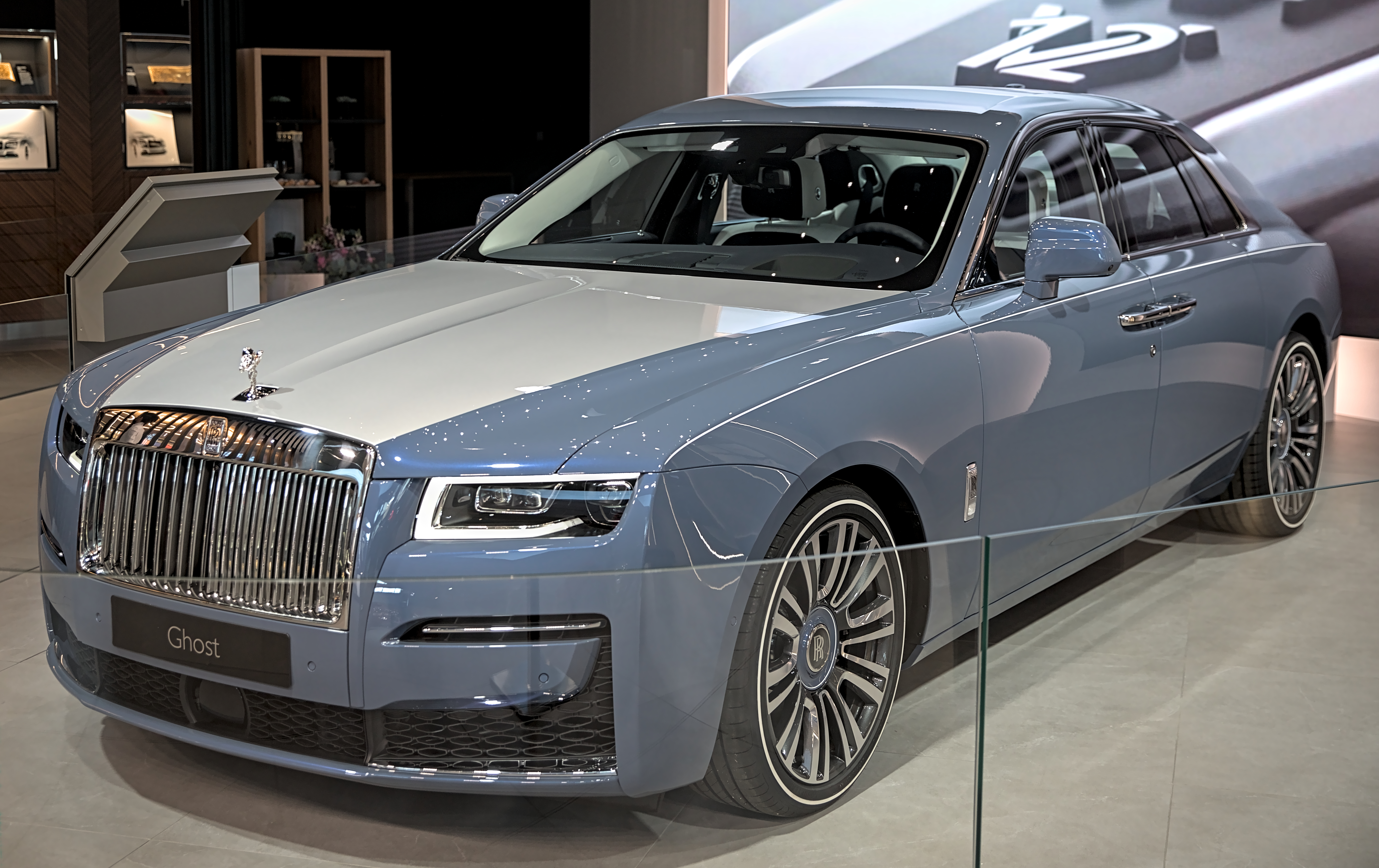
Rolls-Royce Ghost II (seit 2020)